# Limnophila (Limnophila) bryobia
Limnophila (Limnophila) bryobia is een tweevleugelige uit de familie steltmuggen (Limoniidae). De soort komt voor in het Australaziatisch gebied.